# Гараж (фильм, 1979)
«Гара́ж» — советская сатирическая трагикомедия, снятая в 1979 году режиссёром Эльдаром Рязановым на киностудии «Мосфильм».

## Сюжет
Действие происходит в СССР в конце 1970-х, в помещении зоологического музея вымышленного «НИИ Охраны животных от окружающей среды». Сюжет фильма — заседание пайщиков гаражно-строительного кооператива «Фауна» (основанного сотрудниками этого НИИ).
Правление кооператива:
1. председатель, ветеринар Валентин Сидорин
2. заместитель директора института Лидия Аникеева
3. бухгалтер Алла Петровна

объявляет, что по новому генплану часть гаражной застройки будет затронута автомагистралью, поэтому количество гаражей придётся сократить. На заседании предстоит определить четырёх «крайних». Но выбора на самом деле нет, правление кооператива подготовило список, уже одобренный, как утверждает Аникеева, во всех инстанциях. Собранию предлагается лишь утвердить его.
Тех, кого предполагается оставить, намного больше, чем тех, кого правление предложило исключить, и голосование «списком» прошло бы быстро и беспроблемно, если бы не активное сопротивление четырёх ущемлённых:
1. лаборант Семён Хвостов, потерявший голос в результате простуды (ему пришлось нырять в ледяной бассейн, чтобы дать лекарство заболевшему тюленю Боре);
2. техник Виталий Фетисов, ради гаража «продавший Родину», то есть дом в родной деревне;
3. ушедший на пенсию бывший работник института Александр Якубов;
4. жена научного сотрудника Евгения Гуськова, отсутствующего на собрании по уважительной причине.

Одна из пайщиц, младшая научная сотрудница Елена Малаева, встаёт на сторону исключаемых. Она заявляет, что правление поступило несправедливо, выбрав четверых самых беззащитных. А по справедливости надо обсудить каждого пайщика и решить, кто достоин исключения за наименьший вклад в строительство. Членам кооператива всё равно, а правление даже не позволяет Малаевой выступить. Но выясняется, что кто-то из участников собрания запер входную дверь и спрятал ключ, покинуть помещение теперь невозможно, а сломать дверь в историческом здании замдиректора Аникеева не допустит. Малаева заявляет, что ключ спрятала она, так что правлению так или иначе придётся дать ей слово, если они хотят получить ключ назад. Раздражённым участникам затянувшегося собрания поневоле приходится продолжить заседание и согласиться её выслушать.
Малаева, похоже, даже сама не осознала, что, волнуясь о морально-этических аспектах произошедшего, сумела выявить в железобетонной позиции правления единственную деталь, уязвимую с формально-юридической точки зрения. Скромный пенсионер Якубов, прекрасно, казалось бы, знакомый большинству присутствующих именно в этом качестве, оказался героем войны, бывшим фронтовым разведчиком, дошедшим до Берлина, кавалером двух орденов Славы. Официальная политика партии и правительства не оставляет правлению ни единого шанса, ясно, что любой жалобе Якубова будет немедленно дан ход и обидчикам заслуженного ветерана, мягко говоря, не поздоровится.
Якубова тут же восстанавливают, но теперь в списке, подготовленном правлением, образовалась вакансия, которую необходимо заполнить, определив нового кандидата в неудачники. Поскольку заседание кооператива уже идёт и активно обсуждает этот вопрос, у правления просто не получится снова решить его втайне от членов кооператива.
Разбирательство с деятельностью правления приводит к тому, что на свет выходят неприглядные факты. Оказалось, что в число членов кооператива, помимо тех, кто не является сотрудником института, но был когда-то утверждён на общем собрании пайщиков:
1. тромбонист оркестра Гостелерадио,
2. отставной полковник (проживает в доме недалеко от гаражей),
3. крупный дипломат (проживает в доме недалеко от гаражей),
4. не упомянутая в этом контексте, но сама также не являющаяся сотрудницей института дочь члена-корреспондента Академии наук, претендующего тоже с одобрения пайщиков на два гаража для одной семьи,

были негласно приняты «блатные» — люди, ставшие пайщиками кооператива за взятку или по протекции:
1. «щедрый и могущественный» директор рынка Алла Кушакова;
2. сын крупного чиновника Милосердова, поддерживающего стройку «сверху».

Обстановка накаляется, так как ни «блатные», ни оставшаяся тройка несправедливо исключённых не собираются сдавать своих позиций. Члены кооператива в перепалке скатываются до оскорблений, хамских заключений о чужой личной жизни и моральных качествах, в чём немало преуспевают Аникеева, Сидорин, Кушакова и зоолог Карпухин, ибо он «из большинства». Дело в итоге едва не доходит до драки «стенка на стенку», которую с огромным трудом и, надо отдать ему должное, с немалой смелостью предотвращает Сидорин. Собрание затягивается за полночь.
В конце концов один из пайщиков, всеми уважаемый крупный учёный, профессор Павел Смирновский, предлагает бросить жребий. Но правление заявляет, что это «не наш метод».
Уже под утро на заседание прорывается взволнованный супруг Аникеевой и сообщает ужасную новость — у них угнали машину. Так как по закону человек, не имеющий машины, не может быть членом гаражного кооператива, Сидорин провозглашает, что Аникеева, несмотря на докторскую степень, должность заместителя директора института и все награды, выбывает из списка пайщиков и должна покинуть помещение, хотя и будет «включена в наш резерв». Кроме того, собрание решает исключить обоих «блатных», на что сын Милосердова реагирует, по крайней мере, как хорошо воспитанный человек, Кушакова же, разразившись новым взрывом базарного хамства, заявляет о намерении добиться сноса абсолютно всех гаражей и покидает заседание.
Итак, три гаража собранию удалось сократить. Остался ещё один, последний. По предложению Хвостова, у которого от стресса вдруг снова прорезался голос, пайщики кооператива всё же соглашаются на жребий. В огромную меховую шапку одной из дам сложены свёрнутые в трубочку листки бумаги, на одном из которых нарисован крестик. Хвостов с шапкой в руках обходит всех участников собрания, но крестика ни у кого нет. Хвостов в ужасе достаёт свою бумажку, однако и она оказывается чистой, а «несчастливая» бумажка с крестиком так и остаётся в шапке — «кто-то всё-таки не тянул жребий». Только тут участники собрания замечают, что начальник Отдела насекомых, сидевший за огромным чучелом бегемота, преспокойно проспал почти всё заседание. Хвостов будит спящего, и Сидорин предлагает ему достать из шапки роковой жребий: «Вытащите эту бумажку, счастливый вы наш».

## Съёмочная группа
- Авторы сценария: Эмиль Брагинский, Эльдар Рязанов
- Режиссёр-постановщик — Эльдар Рязанов
- Главный оператор — Владимир Нахабцев
- Главный художник — Александр Борисов
- Композитор — Андрей Петров
- Второй режиссёр — Игорь Петров
- Звукооператор — Юрий Рабинович
- Монтажёр — Валерия Белова
- Художник по костюмам — Наталья Фирсова
- Художник-гримёр — Тамара Солдатенкова
- Кинооператоры: Сергей Арманд, Вадим Алисов, Анатолий Климачев
- Редактор — Л. Кереселидзе
- Музыкальный редактор — Раиса Лукина
- Дирижёр — Сергей Скрипка
- Ассистенты:

- режиссёра: А. Бродский, Татьяна Пронина
- оператора: Николай Коробейник, А. Васильков, Вячеслав Афонькин, В. Новиков

- Художник-декоратор — Юрий Конкин
- Телевизионная группа: А. Гончаров, В. Николаев, Л. Назарова, Е. Бейлин, С. Файман
- Инженер по цвету — Л. Меркулова
- Художник-фотограф — Борис Балдин
- Мастер по свету — Марк Вайсман
- Директор фильма — Лазарь Милькис

## В ролях

### В эпизодах
| Актёр                 | Роль                                                                |
| --------------------- | ------------------------------------------------------------------- |
| Алла Будницкая        | Алла Петровна секретарь правления                                   |
| Эльдар Рязанов        | начальник Отдела насекомых, спящий у чучела бегемота                |
| Людмила Цветкова      | женщина в меховой шапке, которая всегда «за»                        |
| Вадим Захарченко      | мужчина в очках, который всегда «против»                            |
| Михаил Кокшенов       | пайщик-«каратист»                                                   |
| Татьяна Рогозина      | целующаяся пайщица                                                  |
| Анатолий Ведёнкин     | целующийся пайщик                                                   |
| Мария Виноградова     | сотрудница с потёкшей курицей, живым карпом и позеленевшей ветчиной |
| Пётр Щербаков         | Аникеев муж Лидии Аникеевой, не член кооператива                    |
| Зоя Исаева            | женщина в жёлтом платке                                             |
| Наталия Санько        | родственница дипломата                                              |
| Дмитрий Орловский     | полковник                                                           |
| Александр Пятков      | пайщик-болельщик                                                    |
| Вячеслав Войнаровский | толстяк-хохотун                                                     |
| Александр Лебедев     | «маленький» пайщик                                                  |
| Владимир Мышкин       | пайщик                                                              |
| Анна Фроловцева       | Маша невеста жениха                                                 |

### В главных ролях
- Лия Ахеджакова — Елена Павловна Малаева, младший научный сотрудник, герпетолог
- Ия Саввина — Лидия Владимировна Аникеева, доктор биологических наук, орнитолог, заместитель директора НИИ и председателя правления гаражного кооператива
- Светлана Немоляева — жена несправедливо исключённого из гаражного кооператива научного сотрудника НИИ Евгения Ивановича Гуськова
- Валентин Гафт — Валентин Михайлович Сидорин, ветеринар, председатель правления гаражного кооператива
- Георгий Бурков — Виталий Кузьмич Фетисов, несправедливо исключённый техник НИИ
- Вячеслав Невинный — Карпухин, научный сотрудник, приматолог
- Андрей Мягков — Семён Александрович Хвостов, несправедливо исключённый лаборант, потерявший голос
- Леонид Марков — Павел Константинович Смирновский, доктор биологических наук, профессор, член-корреспондент АН СССР, вдовец
- Игорь Костолевский — сын чиновника Милосердова, «блатной», археолог
- Ольга Остроумова — Марина, дочь Смирновского, филолог, не сотрудник института, но член кооператива по ходатайству отца
- Анастасия Вознесенская — Алла Алексеевна Кушакова, «блатная», директор рынка
- Глеб Стриженов — Александр Григорьевич Якубов, участник Великой Отечественной войны, разведчик, награждённый двумя Орденами Славы и медалью «За взятие Берлина», несправедливо исключённый пенсионер, бывший сотрудник НИИ (озвучивает Владимир Прокофьев)
- Борислав Брондуков — жених, сотрудник НИИ
- Семён Фарада — тромбонист оркестра Гостелерадио, заслуженный артист, включённый в состав пайщиков в виде исключения, но общим голосованием
- Наталья Гурзо — Наташа, аспирантка-орнитолог, любимая женщина Смирновского, одноклассница его дочери Марины, не член кооператива

## История создания
В основу сюжета фильма легла реальная история — собрание гаражно-строительного кооператива «Мосфильма», участником которого был Эльдар Рязанов. И так же, как в фильме, на собрании гаражно-строительного кооператива в связи со строительством трассы, которая должна была пройти по территории, выделенной ранее под строительство гаражей, решался вопрос об исключении нескольких «лишних» пайщиков. Неожиданное и парадоксальное поведение коллег глубоко поразило Рязанова и навело на мысль о написании сценария на основе произошедших событий. Строительство трассы, исключение части пайщиков и непорядочное поведение людей в сложившейся ситуации — реальные события.
Сценарий фильма соблюдает все каноны драматургии классицизма: единство места, времени и действия.
Роль Сидорина режиссёр предлагал Анатолию Кузнецову, но за день до этого актёр дал согласие на участие в съёмках чехословацкого фильма «Гордубал» и отказался. На эту роль претендовал Александр Ширвиндт, но он опаздывал на репетицию. Поэтому Рязанов пригласил Валентина Гафта. Фильм был полностью снят за 24 съёмочных дня.

## Места съёмок
- Вид строящихся гаражей в начале фильма — 2-й Мосфильмовский переулок, дома № 18 и № 22.
- Музей, по которому в начале фильма идёт к выходу героиня Лии Ахеджаковой, — Зоологический музей РАН в Санкт-Петербурге.
- Внешний вид здания НИИ «Охраны животных от окружающей среды» — усадьба Воронцовых-Раевских в Москве по улице Петровка, дом № 14.